# 能登呂村
能登呂村（日语：／ Notoro mura */?）是日本統治下的樺太廳的已不存在的一村。
名稱來自於阿伊努語的「not-oro」（有岬角的地方）。
1. ↑  南樺太:概要・地名解・史実 「能登呂村」のページより